# Jurica Poldrugač
Jurica Poldrugač (* 10. August 1997 in Koprivnica) ist ein kroatischer Fußballspieler.

## Karriere
Poldrugač begann seine Karriere beim NK Slaven Belupo Koprivnica. Zur Saison 2016/17 wechselte er zum NK Trnje. Zur Saison 2018/19 schloss er sich dem Zweitligisten NK Kustošija. Für Kustošija kam er in einem halben Jahr zu zwei Einsätzen in der 2. HNL. In der Winterpause wechselte er zum Ligakonkurrenten NK Hrvatski dragovoljac. Für Hrvatski dragovoljac absolvierte er drei Zweitligapartien. Zur Saison 2019/20 wechselte er zum unterklassigen NK Tehničar 1974. Im Februar 2020 kehrte er wieder zu Trnje zurück.
Zur Saison 2021/22 wechselte der Stürmer zum österreichischen Regionalligisten SV Allerheiligen. Für Allerheiligen kam er zu 30 Einsätzen in der Regionalliga Mitte, in denen er 15 Tore erzielte. Zur Saison 2022/23 wechselte er gemeinsam mit seinem Landsmann und Teamkollegen Luka Duvnjak zum Zweitligisten SV Lafnitz. Sein Debüt in der 2. Liga gab er im Juli 2022, als er am ersten Spieltag jener Saison gegen den FC Admira Wacker Mödling in der 74. Minute für Philipp Siegl eingewechselt wurde. Insgesamt kam er für Lafnitz zu 45 Zweitligaeinsätzen, in denen er 17 Tore erzielte.
Im Januar 2024 kehrte er in seine Heimat zurück und wechselte zum Erstligisten NK Varaždin. Für Varaždin kam er in eineinhalb Jahren zu 43 Einsätzen in der 1. HNL. Zur Saison 2025/26 wechselte er zurück nach Österreich zum Zweitligisten SV Stripfing.